# 郭春暉
郭春暉（1976年3月21日—），馬來西亞霹靂州太平人，中國文化大學戲劇學系影劇組畢業。畢業後即加入電視幕後工作者行列，參與拍攝無數電視劇集及電影。2009年以「家庭/親情」為主題創作《三十秒過後》電視劇劇本，開拍個人第一部執導戲劇，同年《三十秒過後》入圍第44屆金鐘獎迷你劇集五項大獎提名。2010年執導《搖滾保母》及《記得我們愛過》電視劇，該二部戲劇作品皆創下高收視率。2013年，憑《小站》入圍第48屆金鐘獎戲劇節目導演獎。2016年以《1989一念間》創下近三年來最高收視率。

## 電視作品
- 1998年 — 公共電視《人生劇展--棉花炸彈》　　──製作助理
- 2000年12月25日 — 公共電視《大醫院小醫生》　　──製作助理/場記
- 2001年 — 衛視中文台《我們一家都性福》　　──製作助理
- 2001年 — 公共電視《人生劇展--遺失》　　──執行製作
- 2001年 — 公共電視《人生劇展--一個住飯店的男人》　　──製作助理
- 2002年4月1日 — 八大綜合台《十八歲的約定》　　──製作助理/場記
- 2002年 — 公共電視《人生劇展--在親密與孤獨間漂流的愛情》　　──製作助理/場記
- 2003年7月7日 — 公共電視《赴宴》　　──道具助理
- 2003年10月28日 — 八大電視《又見橘花香》　　──副導演
- 2004年4月28日 — 華視《情定愛琴海》　　──道具
- 2004年11月2日 — 公共電視《絕地花園罕見疾病系列--冷風過境》	　──執行製作/副導演
- 2004年11月8日 — 公共電視《絕地花園罕見疾病系列--英雄》　　──執行製作/副導演
- 2004年11月9日 — 公共電視《絕地花園罕見疾病系列--在黑暗中漫舞》　　──執行製作/副導演
- 2004年11月10日 — 公共電視《絕地花園罕見疾病系列--黑夜藍天》　　──執行製作/副導演
- 2005年12月5日 — 公共電視《四十五度天空下》　　──執行製作
- 2006年12月24日 — 大愛電視《大愛的孩子》	──製片
- 2006年2月19日 — 中視《愛殺十七》	──副導演
- 2006年 — GOOD TV《音樂劇--祈禱》 ──副導演
- 2007年2月14日 — 華視《親親小爸》	──製片
- 2007年5月13日 — 八大電視《金鐘劇--十歲笛娜的願望》	　──統籌
- 2007年 — 《96年度新聞局HD》　　──輔助
- 2008年5月9日 — 大愛電視《竹音深處》　──製片
- 2008年11月7日 — 民視《霹靂MIT》	──製片
- 2009年 — 公共電視《三十秒過後》(After 30 Seconds)　　──導演

本片入圍金鐘獎最佳迷你劇集 , 迷你劇集導演 , 迷你劇集編劇 , 迷你劇集男主角 , 迷你劇集女配角
```
榮獲 迷你劇集男主角 – 夏靖庭
```

- 2009年 — 公共電視《人生劇展--我的冒泡屋》──執行製作
- 2009年 — 大愛電視《春風伴我行》 ──製片
- 2010年 — 公共電視《搖滾保母》　──導演

本片入圍金鐘獎最佳連續劇 , 最佳連續劇編劇
- 2010年 — 公共電視《記得我們愛過》	──導演

本片入圍金鐘獎最佳迷你劇集男主角 , 迷你劇集女主角 , 最佳攝影 , 最佳音效 , 最佳剪接
```
 榮獲 迷你劇集女主角 – 林美照 , 最佳攝影 – 李鳴
```

- 2010年 — 華視《帶子英雄》──外景導演
- 2010年 — 公共電視《溫暖的憂傷》　──導演
- 2011年 — 公共電視《戀戀木瓜香》　──導演

```
 榮獲2012年美國休士頓影展戲劇特別節目金獎（WorldFest Houston Film Festival GOLD REMI）
```

- 2012年 — 公共電視《愛情來了 請打卡》　──導演
- 2012年 — 大愛電視《愛的微光》　──導演

本片入圍金鐘獎最佳美術設計獎 –羅文光 游麗光
- 2013 — 公共電視《那天...媽媽來看我》　──導演

本片入圍2013年金鐘獎迷你劇集／電視電影女主角獎–白冰冰【白雪嬅】 , 迷你劇集／電視電影編劇獎 - 雷孝慈
```
 榮獲2013年金鐘獎迷你劇集／電視電影女主角獎–白冰冰【白雪嬅】
```

- 2013 — 壹電視《小站 (電視劇) 》　──導演

本片入圍2013年金鐘獎戲劇節目導演獎 - 游智煒、高炳權、郭春暉、張佳賢
- 2013年 — 三立都會台·東森綜合台《就是要你愛上我》　──導演
- 2013年 — 台視《逆光青春》　──導演
- 2014年 — 台視·三立都會台·東森戲劇台《愛上兩個我》 ──導演
- 2015年 — 衛視電影台《結婚禁行曲》 ──導演
- 2016年 — 三立都會台·東森綜合台《1989一念間》　──導演
- 2016年 — 台視·東森綜合台《必勝練習生》　──導演

本片入圍2017年金鐘獎戲劇節目最佳女主角獎–林予晞
- 2017年 — 台視·三立都會台《噗通噗通我愛你》　──導演
- 2017年 — 優酷網網路劇《願有人陪你顛沛流離》　──導演

2017年中國網劇導演權力榜 TOP100 – 排行33名
- 2018年  — 台視·愛奇藝《種菜女神》——導演

本片入圍2019年金鐘獎 戲劇節目導演獎
- 2019年 — 三立都會台 《月村歡迎你》 ──導演
- 2020年 — 台視·三立都會台《跟鯊魚接吻》 ──導演
- 2020年 — 台視·八大戲劇台《因為我喜歡你》 ──導演
- 2021年 — 衛視中文台《如果花知道》 ──導演
- 2022年 — 八大戲劇台《親愛的亞當》 ──導演
- 2023年 — 華視·東森超視《阿叔》 ──導演
- 2024年 — 華視·東森超視《阿榮與阿玉》 ──導演
- 2025年 — 大愛電視台《九如一家人》 ──導演

## 電影作品
- 2000年 — 《起毛球了》(Fluffy Rhapsody)　　──燈光助理
- 2002年 — 《鹹豆漿》 　──道具助理
- 2004年 — 《月光下，我記得》 　──執行製作
- 2007年4月27日 — 《練習曲》(island etude)　　──副導演
- 2007年10月24日 — 《松鼠自殺事件》(Amour Legende)　　──副導演
- 2007年 — 2008台北電影節入圍劇情短片--《愛瑪的晚宴》(The Eighteenth Birthday Party) 　──製片
- 2009年9月21日 — 921地震十週年紀念--《雨過天晴》 　──副導演
- 2010年8月27日 — 《實習大明星》 　──副導演
- 2010年 — 福茂唱片音樂股份有限公司--《什麼鳥日子》 　──製片
- 2017年 — 《請愛我的女朋友》 ——導演

入圍第四屆"絲綢之路"國際電影節

## 外部連結
- 公視人生劇展《三十秒過後》官方網頁 （页面存档备份，存于）
- 三十秒過後（土豆網）視頻
- 三十秒過後部落格 製作花絮 （页面存档备份，存于）
- 公共電視人生劇展十週年慶 網路票選TOP10 （页面存档备份，存于）
- 三十秒過後nio電視網 （页面存档备份，存于）
- 公視《搖滾保母》官方網頁 （页面存档备份，存于）
- 公視HD單元劇 最難忘的故事《溫暖的憂傷》 （页面存档备份，存于）
- 三匠影視

## 個人鏈接
- 郭春暉(Ker Choon Hooi)的Facebook專頁
- 郭春暉 | 安澤映畫有限公司